# Учебная программа
Учебная программа — созданный в рамках системы обучения документ, определяющий содержание и количество знаний, умений и навыков, предназначенных к обязательному усвоению по той или иной учебной дисциплине, распределение их по темам, разделам и периодам обучения.
Помимо полного текста, учебная программа может сопровождаться пояснительной запиской, кратко раскрывающей задачи обучения данному предмету, описывающей последовательность изучения материала, перечисляющей наиболее существенные методы и организационные формы, устанавливающей связь с преподаванием других предметов. Некоторыми авторами, для придания значимости применяются словосочетания Специальная учебная программа, Специальная программа обучения, Особая программа обучения, Эксклюзивная программа обучения и так далее, тому подобное.

## Основные принципы построения учебной программы
- внимание к современным достижениям науки, техники и культуры
- соответствие социальным целям воспитания учащихся
- развитие творческих способностей учащихся
- преемственность — от ранее изученного материала к текущему и последующему;
- взаимные связи между учебными предметами, соответствующие естественным связям между изучаемыми явлениями.

Конкретизация содержания образования, определяемого учебной программой, происходит в учебниках, учебных пособиях и методических указаниях.
Учебные программы бывают типовые, вариативные, рабочие, школьные, авторские, индивидуальные. Существуют два способа построения учебной программы: концентрический (когда отдельные части учебного материала повторяются на постоянно расширяющемся углубленном уровне) и линейный (отдельные части учебного материала образуют непрерывную последовательность тесно связанных между собой звеньев, содержание знания передается один раз в определенной логике).
Рабочая учебная программа — учебная программа, разработанная на основе примерной (типовой) учебной программы применительно к конкретному образовательному учреждению с учетом национально-регионального компонента стандарта. Рабочие учебные программы разрабатываются образовательными учреждениями. Порядок разработки рабочих учебных программ устанавливается региональными органами образования, которые несут ответственность за реализацию федерального компонента стандарта.
Рабочие программы разрабатываются преподавателями . В учреждениях СПО рабочие программы разрабатываются преподавателями по каждой специальности.. В состав рабочей программы включен календарно-тематический план.

## См также
- Образовательная программа